# Спарта (Ротердам)
Вижте пояснителната страница за други значения на Спарта.
„Спарта“ (Ротердам) (на нидерландски: Sparta Rotterdam) е най-старият футболен клуб в Нидерландия, основан на 1 април 1888 г.
До сезон 2002/03 играе във висшата дивизия на Нидерландия, но през 2002 г. изпада от Ередивиси. Спарта се връща обратно в Ередивиси през сезон 2005/06.

## Успехи
- Първи клас (до 1955) / Висша дивизия (след 1956)-Ередивиси:
  -  Шампион (6): 1908/09, 1910/11, 1911/12, 1912/13, 1914/15, 1958/59

- Купа на Нидерландия:
  -  Носител (3): 1958, 1962, 1966.

- Спарта е един от трите футболни клуба от Ротердам (другите два са Екселсиор и Фейенорд), играещи в Ередивиси.

## Български футболисти
- Иван Цветков: 2005/07 (41 мача - 11 гола)